# Baccivore

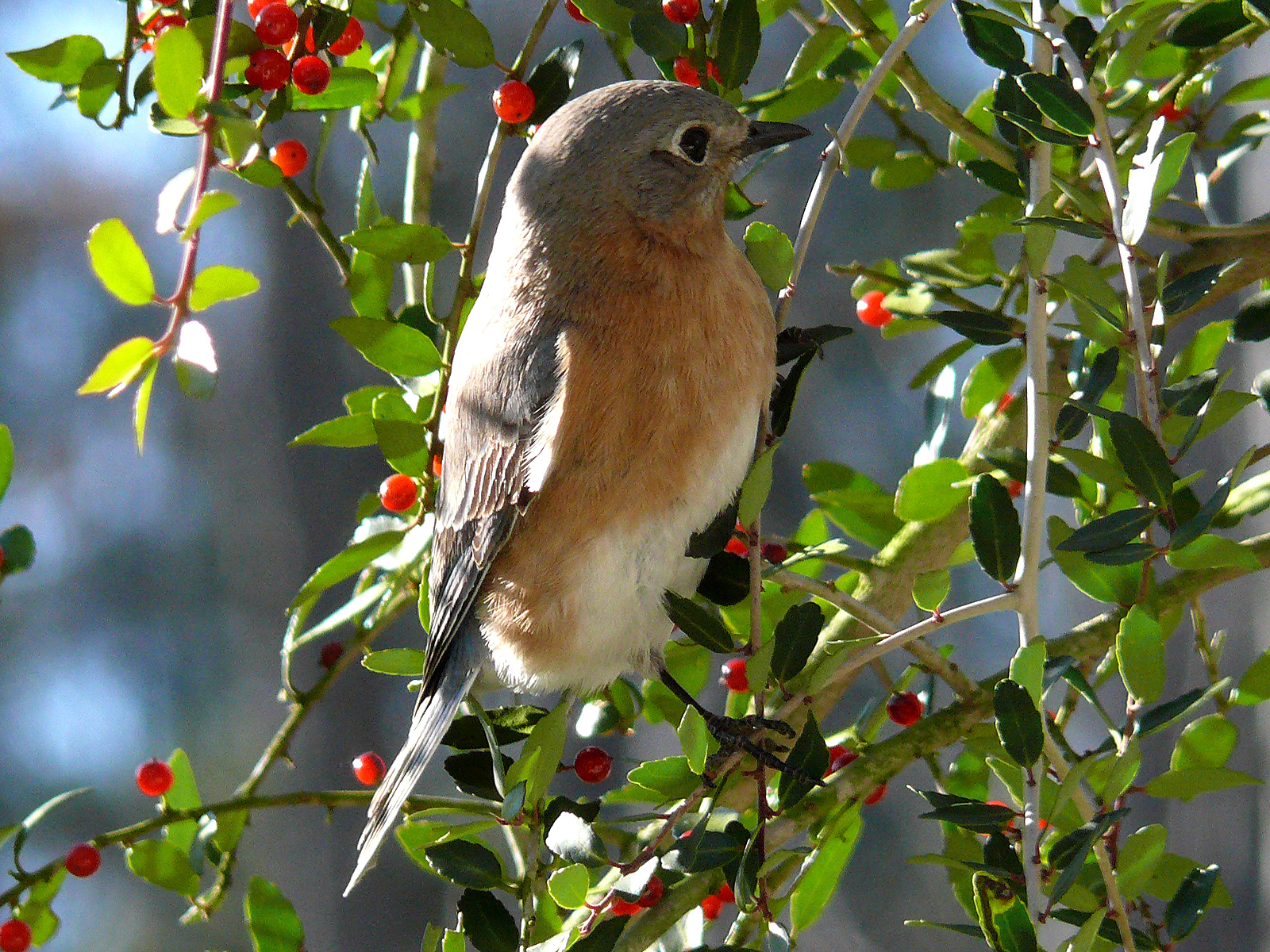
Un merlebleu de l'Est mangeant des baies d'un rouge brillant sur un Ilex vomitoria.

Un baccivore est un animal qui se nourrit de baies. Il s'agit d'un sous-régime alimentaire frugivore. Ce type de régime est principalement celui des oiseaux. En effet, les oiseaux sont des espèces particulièrement marquées dans leur spécialisation alimentaires, occupants des niches écologiques et ne consomment qu'un seul type de nourriture, ou tout au moins un nombre très limité.
Les oiseaux étant dépourvus de dents et de voile du palais mou, à l'inverse des mammifères, ils doivent avaler les baies entières et en rejetant la tête en arrière.
À l'image des autres régimes frugivores, le régime baccivore est un mutualisme entre les oiseaux et les plantes car l'oiseau participe à la dispersion des graines dans un large périmètre autour de la plante. Il avale la baie en entier, digère la chair et rejette les graines dans les fèces ou sous forme de pellet.
Le métabolisme élevé des oiseaux leur impose de manger de grande quantité de nourriture, parfois jusqu'à 100% de son propre poids chaque jour. De plus, les fruits étant laxatifs, le transit est plus rapide à travers les tractus intestinaux des animaux.
Les fruits et les baies étant saisonniers, les animaux ont rarement un régime exclusivement baccivore. On trouve dans les jeunes futaies une abondance de baies suffisante pour permettre aux espèces fringillidés une présence à l'année, avec un régime baccivore exclusif dès le mois d'août, cependant une activité migratoire supplémentaire s'impose pour la majorité des oiseaux et selon l'environnement, notamment l'âge de la futaie.
De nombreuses baies poussent ou persistent jusqu'à la fin de l'hiver, permettant aux oiseaux d'attendre les bourgeons du printemps, notamment le houx, le cotonéaster, le pyracantha, le sorbier des oiseleurs, le sureau noir, le nandina domestica ou encore le laurier tin.